# Lygrus latefemorata
Lygrus latefemorata là một loài bọ cánh cứng trong họ Cerambycidae.